# 2020-as angol labdarúgókupa-döntő
A 2020-as angol labdarúgókupa-döntő (szponzorált nevén Heads Up FA Cup Final) a 139. döntő volt a világ legrégebbi labdarúgó-versenyének, az FA-kupának a történetében. A mérkőzést a Wembley Stadionban, Londonban rendezték 2020. augusztus 1-jén, zárt kapuk mögött, miután korábban eredeti időpontjáról a koronavírus-járvány miatt halasztásra került. A győztes jogot szerzett a 2020–2021-es Európa-liga csoportkörében való szereplésre. A döntő szponzorált nevét a mentális egészségtudatosság jegyében folytatott kampánynak köszönhetően kapta az Angol labdarúgó-szövetség és Vilmos cambridge-i herceg szorgalmazására.
A mérkőzést az Arsenal nyerte meg 2–1 arányban, ezzel története során tizennegyedik kupagyőzelmát szerezve.

## Út a döntőbe

### Arsenal
| Forduló | Ellenfél             | Végeredmény |
| --- | -------------------- | ----------- |
| 3. forduló | Leeds United (H)     | 1–0         |
| 4. forduló | Bournemouth (I)      | 2–1         |
| 5. forduló | Portsmouth (I)       | 2–0         |
| Negyeddöntő | Sheffield United (I) | 2–1         |
| Elődöntő | Manchester City (S)  | 2–0         |
| Jelmagyarázat: (H) = Haiaz pályán játszott mérkőzés; (I) = Idegenben játszott mérkőzés; (S) = Semleges helyszínen játszott mérkőzés |                      |             |

Az Arsenal mint Premier League-résztvevő, csak az FA-kupa harmadik fordulójában kapcsolódott be a kupaküzdelmekbe. Első ellenfele az előző szezonban a másodosztáyban harmadik helyen végző Leeds United volt, melyet hazai pályán 1–0-ra győztek le Reiss Nelson góljával. A negyedik körben a szintén Premier League-ben szereplő Bournemouth otthonába, a Dean Courtra látogatott a londoni csapat és aratott 2–1-es győzelmet Bukayo Saka és Eddie Nketiah találataival. A következő fordulóban az Arsenal a harmadosztályban szereplő Portsmouth-szal játszott idegenben, a Fratton Parkban. Az esélyesebb élvonalbeli csapat 2–0-ra győzött, a gólokat Nketiah és Szokrátisz Papasztathópulosz szerezték. A negyeddöntőben egy újabb élvonalbeli rivális, a Sheffield United volt Mikel Arteta csapatának ellenfele. A Bramall Lane-en játszott mérkőzésen 2–1-es győzelmet aratott az Arsenal, amely a hosszabbítás perceiben harcolta ki a továbbjutást Dani Ceballos góljával. Az elődöntőben a címvédő Manchester City volt a londoniak ellenfele a Wmbleyben. A találkozót a duplázó Pierre-Emerick Aubameyang döntötte el, az Arsenal 2–0-s győzelemmel jutott a sorozat döntőjébe.

### Chelsea
| Forduló | Ellenfél              | Végeredmény |
| --- | --------------------- | ----------- |
| 3. forduló | Nottingham Forest (H) | 2–0         |
| 4. forduló | Hull City (I)         | 2–1         |
| 5. forduló | Liverpool (H)         | 2–0         |
| Negyeddöntő | Leicester City (I)    | 1-0         |
| Elődöntő | Manchester United (S) | 3–1         |
| Jelmagyarázat: (H) = Haiaz pályán játszott mérkőzés; (I) = Idegenben játszott mérkőzés; (S) = Semleges helyszínen játszott mérkőzés |                       |             |

A Chelsea, hasonlóan az Arsenalhoz, a kupa harmadik fordulójában csatlakozott be a küzdelmekbe. Első ellenfele hazai pályán a másodosztályú Nottingham Forest volt. A mérkőzést Callum Hudson-Odoi és Ross Barkley találatával 2–0-ra nyerték meg. A negyedik körben a szintén másodosztályban szereplő Hull City otthonába, a KCOM stadionba látogattak a londoni kékek, akik 2–1-re nyerték meg az összecsapást Michy Batshuayi és Fikayo Tomori góljaival. Az ötödik fordulóban hazai pályán a forduló rangadóját játszotta a csapat a Liverpool ellen. A találkozó 2–0-s hazai sikerrel ért véget, a gólokat Willian és Barkley szerezték. A negyeddöntőben a Leicester City várt a Chelsea-re a King Power Stadionban. A továbbjutásról egy gól dömntött, azt pedig a vendégek szerezték, újra Barkley révén. Az elődöntőben a találkozóra 19 mérkőzéses veretlenségi sorozattal érkező Manchester United volt Frank Lampard csapatának ellenfele a Wembley Stadionban. A Chelsea az első félidő hosszabbításában, majd a második félidő első perceiben lőtt gólokkal kétgólos előnyre tett szert, végül pedig 3–1-es győzelmet aratott, és bejutott a sorozat döntőjébe.

## Előzmények
A két londoni rivális harmadik alkalommal találkozott az FA-kupa döntőjébe. Ezt megelőzően a 2002-es és a 2017-es párharcukat is az Arsenal nyerte meg, míg a 2019-es Európa-liga-döntőben a Chelsea bizonyult jobbnak. Az Arsenal a mérkőzést megelőzően 13 elsőségével a kupa rekordgyőzteseként készült a döntőre. A koronavírus-járvány miatt a találkozót zárt kapuk mögött rendezték meg. Anthony Taylor második kupadöntőjét vezette, ezzel ő lett az első játékvezető Arthur Kingscott (1901) óta, aki két FA-kupa döntőben is bíráskodhatott.

## A mérkőzés
| 2020. augusztus 1. 17:30 |

| Arsenal                  | 2–1               | Chelsea    |
| ------------------------ | ----------------- | ---------- |
| Aubameyang 28' (bün) 67' | (1–1) Jegyzőkönyv | Pulisic 5' |

| Wembley Stadion, London Nézőszám: zártkapus Játékvezető: Anthony Taylor |

| Arsenal | Chelsea |

| GK           | 26 | Damián Martínez               |     |        |
| CB           | 16 | Rob Holding                   |     |        |
| CB           | 23 | David Luiz                    |     | 88'    |
| CB           | 3  | Kieran Tierney                |     | 90+13' |
| RM           | 2  | Héctor Bellerín               |     |        |
| CM           | 8  | Dani Ceballos                 | 73' |        |
| CM           | 34 | Granit Xhaka                  |     |        |
| LM           | 15 | Ainsley Maitland-Niles        |     |        |
| RW           | 19 | Nicolas Pépé                  |     |        |
| CF           | 9  | Alexandre Lacazette           |     | 82'    |
| LW           | 14 | Pierre-Emerick Aubameyang (c) |     |        |
| Cserék:      |    |                               |     |        |
| GK           | 33 | Matt Macey                    |     |        |
| DF           | 5  | Szokrátisz Papasztathópulosz  |     | 88'    |
| DF           | 31 | Sead Kolašinac                |     | 90+13' |
| MF           | 11 | Lucas Torreira                |     |        |
| MF           | 28 | Joe Willock                   |     |        |
| MF           | 57 | Matt Smith                    |     |        |
| MF           | 77 | Bukayo Saka                   |     |        |
| FW           | 24 | Reiss Nelson                  |     |        |
| FW           | 30 | Eddie Nketiah                 |     | 82'    |
| Menedzser:   |    |                               |     |        |
| Mikel Arteta |    |                               |     |        |

| GK            | 13 | Willy Caballero       |                                      |     |
| CB            | 28 | César Azpilicueta (c) | 26'                                  | 35' |
| CB            | 15 | Kurt Zouma            |                                      |     |
| CB            | 2  | Antonio Rüdiger       | 75'                                  | 78' |
| RM            | 24 | Reece James           |                                      |     |
| CM            | 5  | Jorginho              |                                      |     |
| CM            | 17 | Mateo Kovačić         | sárga lap · 2. sárga lap · kiállítva |     |
| LM            | 3  | Marcos Alonso         |                                      |     |
| RW            | 19 | Mason Mount           | 45+4'                                | 78' |
| CF            | 18 | Olivier Giroud        |                                      | 78' |
| LW            | 22 | Christian Pulisic     |                                      | 49' |
| Cserék:       |    |                       |                                      |     |
| GK            | 1  | Kepa Arrizabalaga     |                                      |     |
| DF            | 4  | Andreas Christensen   |                                      | 35' |
| DF            | 29 | Fikayo Tomori         |                                      |     |
| DF            | 33 | Emerson Palmieri      |                                      |     |
| MF            | 7  | N’Golo Kanté          |                                      |     |
| MF            | 8  | Ross Barkley          | 89'                                  | 78' |
| MF            | 20 | Callum Hudson-Odoi    |                                      | 78' |
| FW            | 9  | Tammy Abraham         |                                      | 78' |
| FW            | 11 | Pedro                 |                                      | 49' |
| Menedzser:    |    |                       |                                      |     |
| Frank Lampard |    |                       |                                      |     |

| A mérkőzés legjobbja: Pierre-Emerick Aubameyang (Arsenal) Játékvezető-asszisztens: Gary Beswick Adam Nunn Negyedik játékvezető: Chris Kavanagh Tartalék játékvezető: Lee Betts Videóbíró: Stuart Attwell Videóbíró asszisztense: Stephen Child | Szabályok - 90 perc játékidő - 30 hosszabbítás döntetlen esetén - Büntetőrúgások amennyiben továbbra sincs döntés - Kilenc nevezhető cserejátékos - Maximum öt cserelehetőség, hosszabbítás esetén hat |